# Muscle carré des lombes
 (juillet 2015).
Si vous disposez d'ouvrages ou d'articles de référence ou si vous connaissez des sites web de qualité traitant du thème abordé ici, merci de compléter l'article en donnant les références utiles à sa vérifiabilité et en les liant à la section « Notes et références ».
Le muscle carré des lombes est un muscle pair de l'abdomen situé de chaque côté de la colonne lombaire.

## Description
Le muscle carré des lombes est un muscle quadrilatère, plus large en bas qu'en haut.
Il est contenu dans une gaine aponévrotique très forte.

## Origine
Le muscle carré des lombes est constitué de trois types de fibres :
Les premières naissent du bord supérieur de la crête iliaque.Les deuxièmes naissent du ligament ilio-lombaire. et les troisièmes naissent des processus transverses des quatre premières vertèbres lombaires.

## Trajet
Les fibres montent en dedans. en formant des digitations.

## Insertions
Les premières fibres se terminent sur le bord inférieur de la douzième côte. Les deuxièmes se terminent sur processus transverses des quatre premières vertèbres lombaires et les troisièmes se terminent sur le bord inférieur de la douzième côte.

## Innervation
Le muscle carré des lombes est innervé par le nerf subcostal et des trois premiers nerfs lombaire

## Action
Par contraction unilatérale, le muscle carré des lombes permet l'inclination homolatérale du tronc sur le bassin.
Il a également un rôle expirateur accessoire, en déplaçant la dernière côte vers le bas.

## Culture physique
Le carré des lombes intervient à la fois comme muscle stabilisateur et synergique dans l'exercice du soulevé de terre.

## Galerie

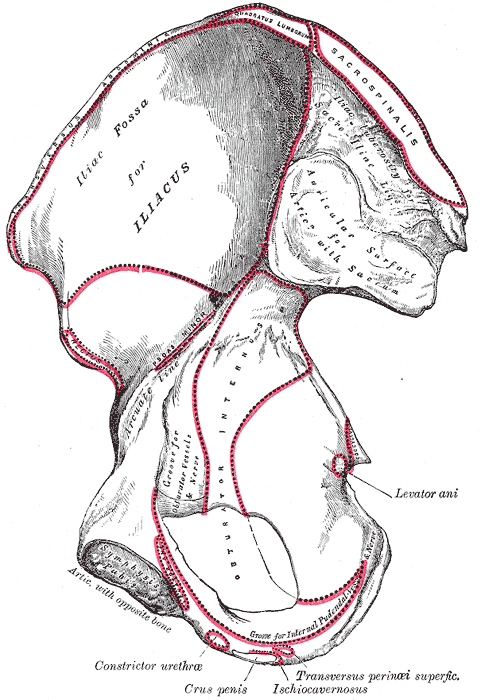
Os coxal droit. Vue médiale
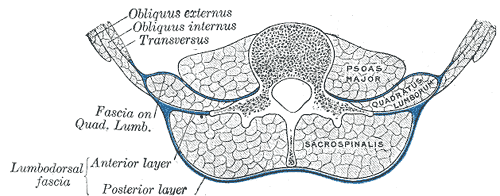
Section transversale des muscles lombaires.
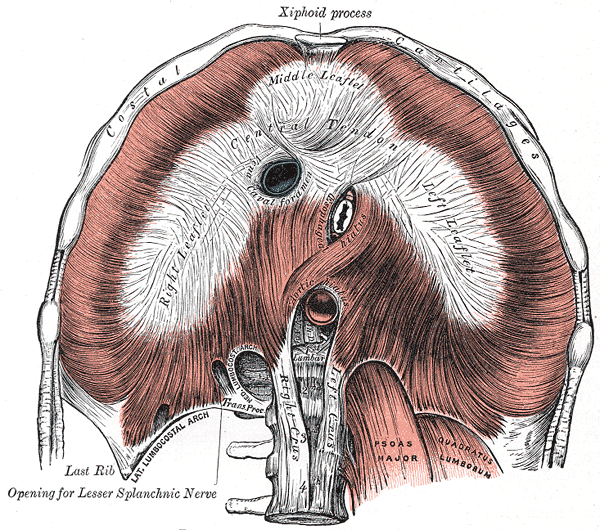
Le diaphragme. Vue inférieure. Le carré des lombes est visible en bas à droite.
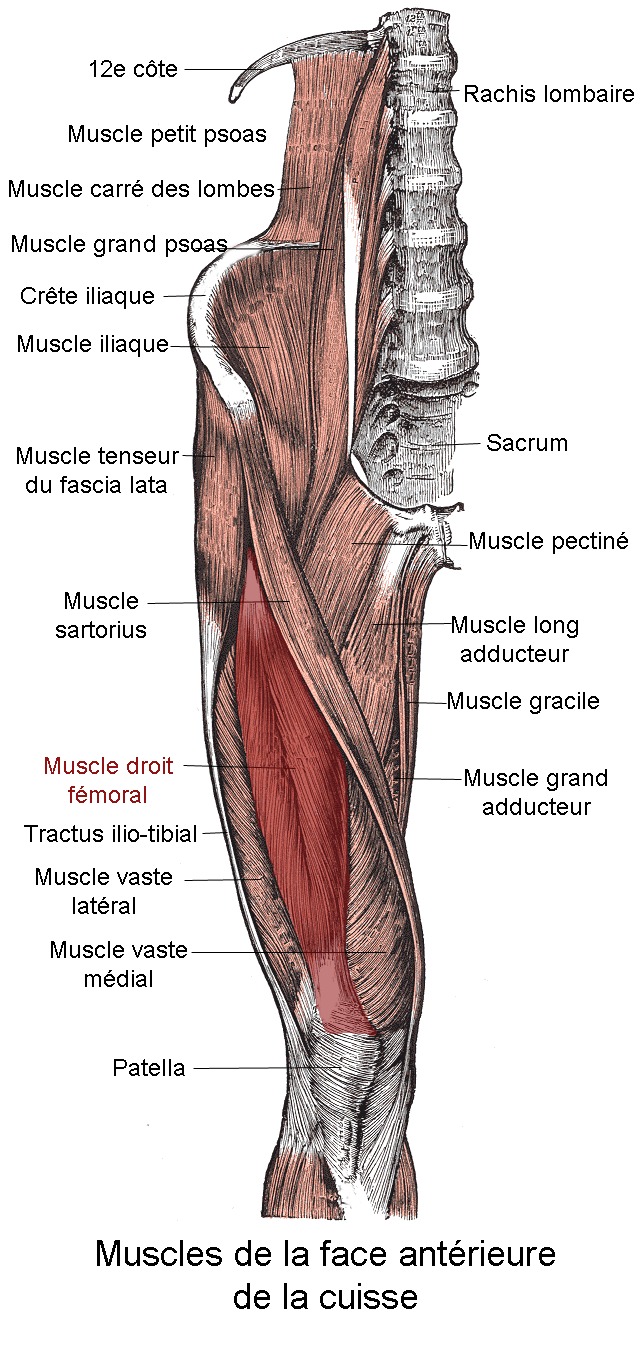
Muscles des régions iliaques et fémorales.
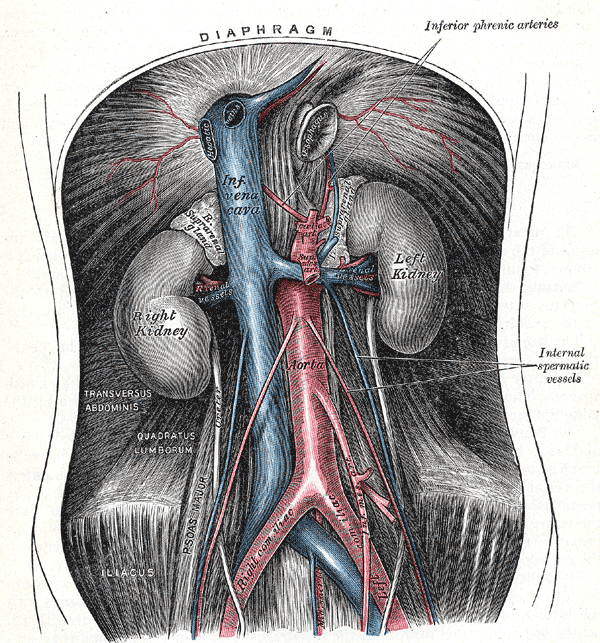
Aorte abdominale.
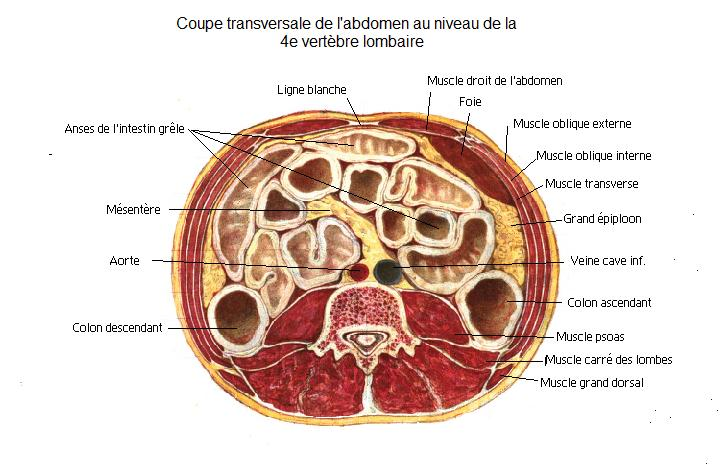
Coupe transverse de l'abdomen
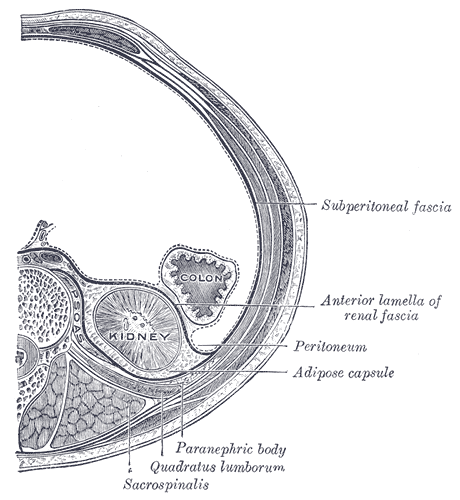
Relation du rein et du carré des lombes